# Вакав
Вакав (мкд. Вак'в) насеље је у Северној Македонији, у северном делу државе. Вакав припада општини Куманово.

## Географија
Вакав је смештен у северном делу Северне Македоније. Од најближег града, Куманова, село је удаљено 12 km јужно.
Насеље Вакав се налази у историјској области Блатија. Село је смештено на источним брдима изнад долине реке Пчиње, на приближно 290 метара надморске висине. Југоисточно од села издиже се Градиштанска планина.
Месна клима је блажи облик континенталне климе због утицаја Егејског мора (жарка лета).

## Становништво
Вакав је према последњем попису из 2002. године имао 108 становника, што је пад за 11,5% у односу на попис из 1994. године (122 ст.).
Већинско становништво у насељу су етнички Македонци (100%).
Претежна вероисповест месног становништва је православље.